# NGC 6856
NGC 6856 – grupa gwiazd znajdująca się w gwiazdozbiorze Łabędzia, prawdopodobnie gromada otwarta. Odkrył ją John Herschel 24 września 1829 roku. Znajduje się w odległości ok. 5,6 tys. lat świetlnych od Słońca oraz 28,2 tys. lat świetlnych od centrum Galaktyki.